# Paul Bracq
Paul Bracq (* 13. Dezember 1933 in Bordeaux) war ein Automobildesigner. 

## Karriere

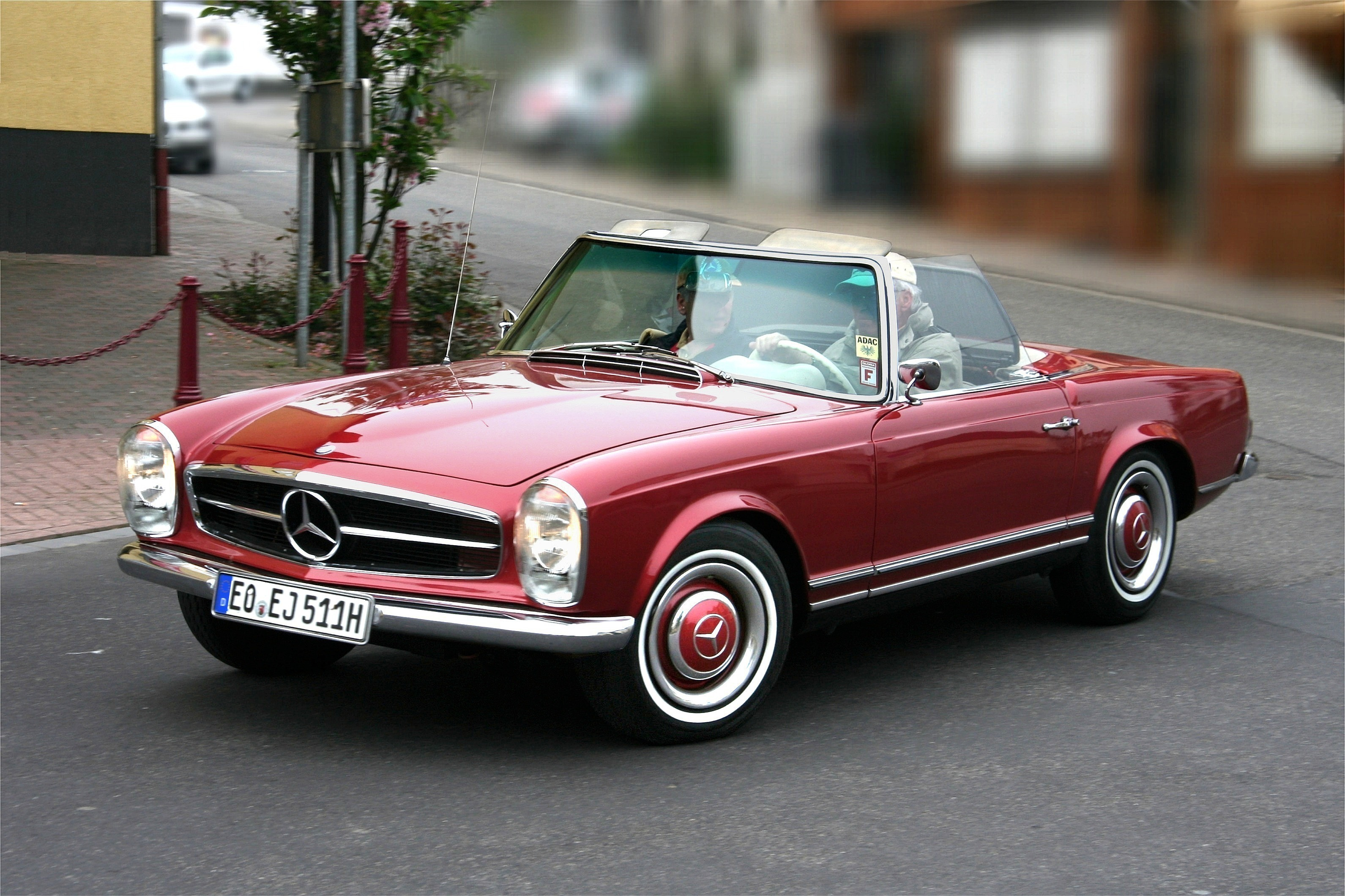
Mercedes-Benz 230 SL (Baujahr 1964)

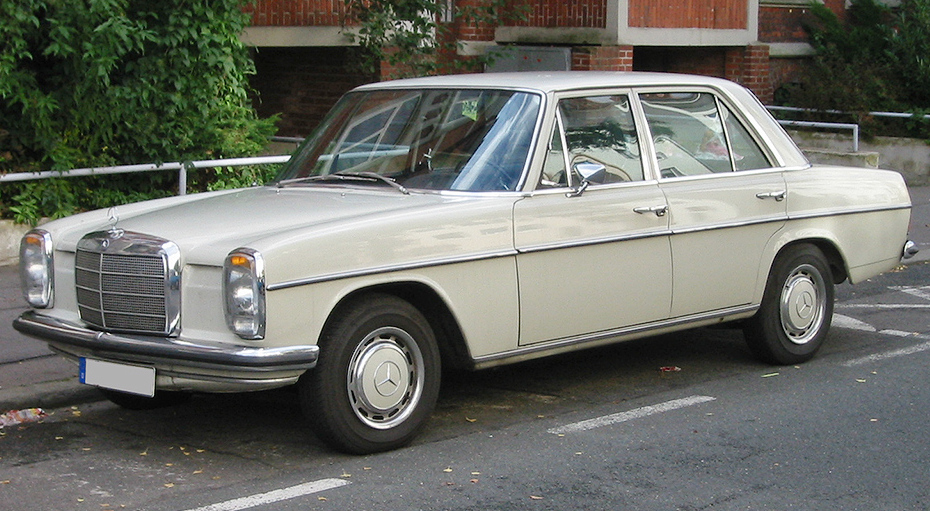
Mercedes-Benz /8 (Erscheinungsjahr 1968)

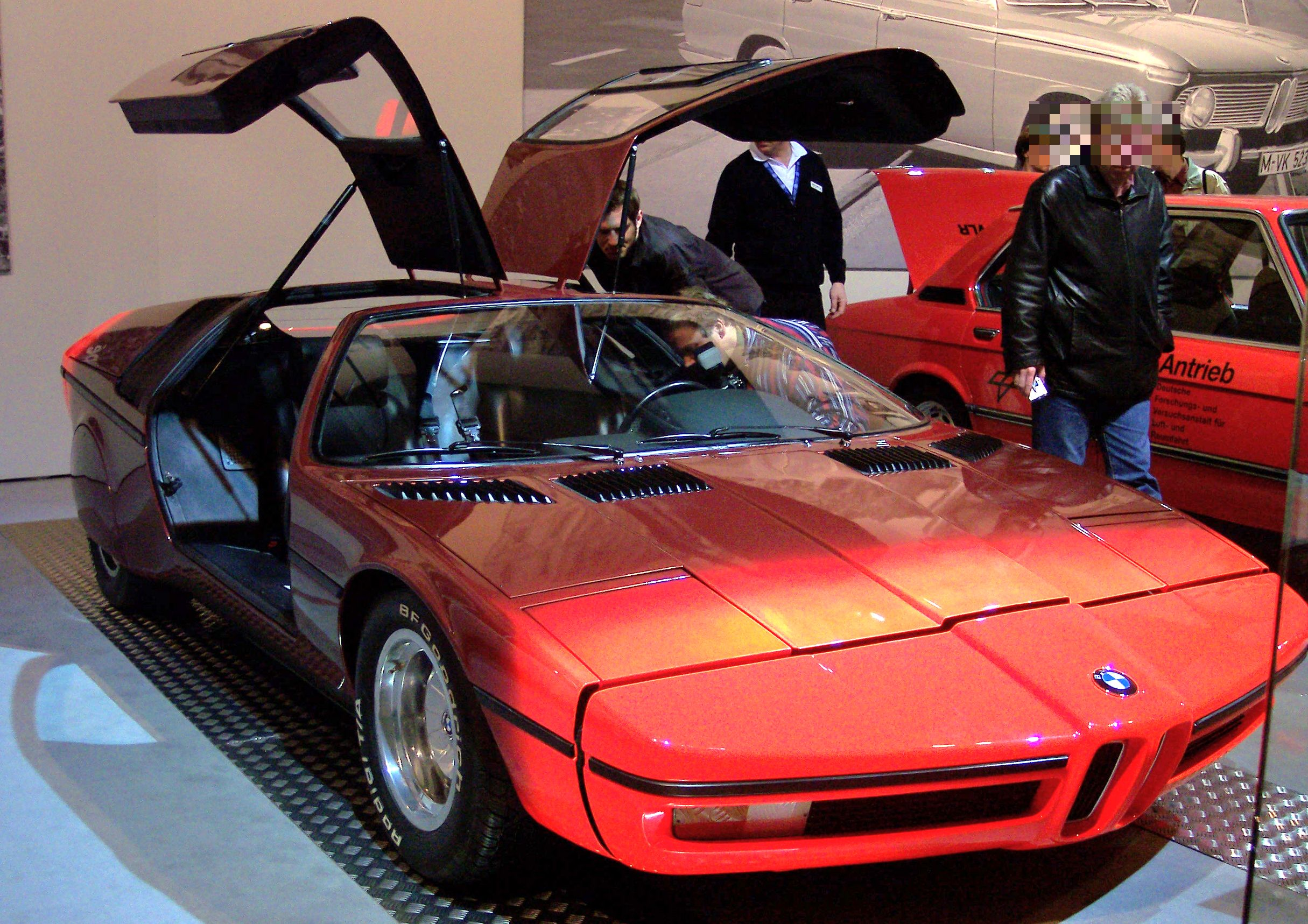
BMW Turbo (1972)

Von 1950 bis 1953 absolvierte Bracq die École Boulle für Design in Paris. 1953 wurde er Mitglied des Fachverbands Chambre Syndicale de la Carrosserie und Assistent des Designers Philippe Charbonneaux. Seine Arbeit für Citroën in den frühen 1950er Jahren führte zu einem zehnjährigen Engagement als Designer bei Daimler-Benz in Sindelfingen, das 1957 begann. Hier wurde Bracq mit dem Design für den Mercedes-Benz 600 betraut. Er schuf auch das Design des „Pagodendach“-230 SL, des 250 S und des „Strich-Acht“.
Nach seiner Rückkehr nach Frankreich 1967 arbeitete Bracq für das Designbüro Brissonneau & Lotz. Während dieser Zeit war er verantwortlich für Prototypen-Designs wie die eines Roadsters auf Basis des BMW 1600 ti und eines Coupés, das auf dem Simca 1100 basierte. Er war auch an der Formgebung des Hochgeschwindigkeitszuges TGV beteiligt.
1970 wurde Bracq als Nachfolger von Wilhelm Hofmeister zum Design-Direktor von BMW ernannt, wo er für einige der wichtigsten Automobile dieser Periode verantwortlich war, einschließlich des Spitzenmodells der 7er Serie. Sein 1973 entwickeltes „Turbo-Konzeptauto“ BMW Turbo X1 gewann 1973 den Preis „Concept Car of the Year“ der Schweizer Automobil-Revue.
1974 begann Paul Bracq bei Peugeot. Er war Chief of Interior Design für die Modelle 305, 505, 205, 405, 106, 406 und 206. Ein geplantes Papamobil wurde bei Peugeot nicht verwirklicht. 
1976 wurde Claus Luthe zum neuen BMW-Chefdesigner ernannt.
Nach seiner Pensionierung begann Bracq zu malen. Seine Kunstwerke wurden in Kunstmuseen vieler Länder ausgestellt. Er war auch als Juror in einigen der bedeutendsten Automobil-Wettbewerbe wie dem alljährlichen Pebble Beach Concours d’Elegance in Kalifornien aktiv.

## Fahrzeug-Designs
Bracq entwarf folgende Fahrzeuge:
- Mercedes-Benz 600 W 100
- Mercedes-Benz Pagode W 113
- Mercedes-Benz W 108/109
- Mercedes-Benz W 114/115 (/8)
- BMW 5er E12[5]
- BMW 3er E21
- BMW 6er E24
- BMW 7er E23
- BMW Turbo (Concept Car, 1972) E25

## Privates
Bracq und seine Ehefrau Alice Bracq haben zwei Kinder namens Boris und Isabelle.